# Brecon and Radnorshire (circonscription du Senedd)
Ne doit pas être confondue avec Brecon and Radnorshire, une circonscription parlementaire de la Chambre des communes.
Brecon and Radnorshire est une circonscription du Senedd dite de comté utilisée dans le cadre d’un scrutin uninominal pour les élections générales du Parlement gallois. Créée en 1999, elle appartient à la région électorale de Mid and West Wales.
James Evans est le membre du Senedd représentant la circonscription depuis l’élection de 2021. Il siège à la chambre dans le groupe conservateur.

## Histoire

### Création de la circonscription
Les circonscriptions de l’Assemblée (Assembly constituencies  en anglais) sont des divisions électorales du territoire du pays de Galles créées à compter du 1er décembre 1998 par le Government of Wales Act 1998 pour les élections de l’Assemblée nationale du pays de Galles et utilisées à partir du 6 mai 1999, jour du premier scrutin dévolu,.
Ainsi, la circonscription de Brecon and Radnorshire est pour la première fois employée à partir des élections de l’Assemblée de 1999 comme 39 autres circonscriptions. Ses limites se calquent sur celles de la circonscription parlementaire (parliamentary constituency en anglais) de Brecon and Radnorshire, qui est une circonscription dite de comté d’après le Parliamentary Constituencies Act 1986 (en),,.
La définition originelle de la circonscription est décrite dans le Parliamentary Constituencies (Wales) Order 1995, un décret en Conseil redistribuant les sièges gallois du Parlement du Royaume-Uni sur la base des zones de gouvernement local établies au 16 décembre 1994 et utilisé pour les élections générales de la Chambre des communes depuis 1997. À son sens, la circonscription de Brecon and Radnorshire englobe un territoire compris sur l’intégralité de deux districts : le borough de Brecknock et le district du Radnorshire.

### Découpage de 2006
Un découpage des circonscriptions parlementaires et de l’Assemblée est opéré par le Parliamentary Constituencies and Assembly Electoral Regions (Wales) Order 2006 à partir des zones principales en usage au 31 janvier 2005. Ce décret en Conseil est mis en œuvre à partir des élections législatives galloises de 2007, et, à l’entrée en vigueur du Government of Wales Act 2006, il devient la base légale délimitant les circonscriptions et régions électorales de l’Assemblée,.
Le décret donne une nouvelle définition des limites de la circonscription de Brecon and Radnorshire désormais établie à partir d’une partie du comté de Powys localisée sur trente-neuf de ses sections électorales. Cependant, comme pour 16 autres circonscriptions, il n’altère pas les limites du territoire de la circonscription,.

### Ajustements de 2008 et de 2011
En 2004, le Neath Port Talbot and Powys (Cwmtwrch) Order 2004, un décret de l’assemblée nationale du pays de Galles, modifie les limites entre les zones principales de Neath Port Talbot et du Powys. Cette altération impactant la circonscription de Brecon and Radnorshire et celle de Neath, le Parliamentary Constituencies and Assembly Electoral Regions (Wales) (Amendment) Order 2008, un décret en Conseil, amende le Government of Wales Act 2006 pour tenir compte de ce changement. Il prend effet à partir des élections générales suivantes (2011).
En 2011, le Merthyr Tydfil and Powys (Areas) Order 2009, un autre décret de l’Assemblée, modifie lui aussi les limites du Powys, cette fois-ci avec le borough de comté de Merthyr Tydfil. Ainsi, le Parliamentary Constituencies and Assembly Electoral Regions (Wales) (Amendment) Order 2011, un décret en Conseil, corrige la frontière administrative entre les circonscriptions de Brecon and Radnorshire et de Merthyr Tydfil and Rhymney à compter des élections générales suivantes (2016). Toutefois, ce changement ne modifie pas la circonscription parlementaire de Brecon and Radnorshire qui est dissociée de la circonscription de l’Assemblée depuis le Parliamentary Voting System and Constituencies Act 2011.

## Description

### Toponymie
La seule dénomination officielle de la circonscription est celle de Brecon and Radnorshire County Constituency (littéralement en anglais, la « circonscription de comté de Brecon and Radnorshire ») d’après le Parliamentary Constituencies and Assembly Electoral Regions (Wales) Order 2006, plus simplement abrégée en Brecon and Radnorshire,.
Cependant, en gallois, elle est adaptée en Brycheiniog a Sir Faesyfed.

### Données démographiques
| Année | Population | Superficie (en km2) | Densité de population (en hab./km2) |
| ----- | ---------- | ------------------- | ----------------------------------- |
| 1991  | 61 783     |                     |                                     |
| 2001  | 66 880     | 3 006,52            | 22                                  |
| 2011  | 69 197     | 3 005,92            | 23                                  |

Le dernier recensement de la population en vigueur en Angleterre et au pays de Galles est celui opéré par l’Office for National Statistics en 2011.
Selon ce recensement, la circonscription de Brecon and Radnorshire admet une population résidentielle (usual residents en anglais) de 69 197 habitants, en dessous de la moyenne par circonscription évaluée à 76 586 habitants. Elle est ainsi la septième circonscription la moins peuplée des circonscriptions du Senedd derrière celle de Cynon Valley (6e rang) et devant celle de Rhondda (8e rang).
Du point de vue de la surface, avec ses 3 005,92 km2, elle est la circonscription la plus étendue. Aussi, sa densité de population de 23 hab/km2 s’établit en dessous de la moyenne du pays de Galles.

### Système électoral
Les élections générales du Parlement gallois sont un système parallèle associant un scrutin majoritaire et un scrutin proportionnel qualifié de système du membre additionnel (additional member system en anglais, abrégé en AMS).
L’élection d’un représentant de circonscription est conduite dans le cadre d’un scrutin uninominal majoritaire à un tour (first-past-the-post). Selon ce système électoral, le candidat élu est celui ayant reçu le plus grand nombre de voix au premier et seul tour du scrutin. Une majorité simple (et non absolue) est donc requise pour gagner l’élection dans la circonscription.
Simultanément à l’élection du représentant de circonscription se déroule une autre élection, celle-ci au scrutin de liste bloquée, dans laquelle sont désignés 4 représentants régionaux en fonction des résultats des partis politiques à l’échelle des circonscriptions d’une région électorale. Ainsi, le scrutin corrige proportionnellement la somme des sièges obtenus par les partis dans les circonscriptions en distribuant les sièges régionaux selon le rapport de voix par sièges d’après la méthode d’Hondt. Plus un parti politique obtient de circonscriptions dans une région électorale donnée, moins il se voit attribuer de sièges régionaux dans celle-ci et inversement, mois il en obtient, plus il a de sièges régionaux sous réserve d’atteindre un seuil.

### Région électorale
D’après l’European Parliamentary Constituencies (Wales) Order 1994, la circonscription de Brecon and Radnorshire est, avec celles de Carmarthen East and Dinefwr, de Carmarthen West and South Pembrokeshire, de Ceredigion, de Llanelli, de Meirionnydd Nant Conwy, Montgomeryshire et de Preseli Pembrokeshire, l’une des composantes de la région électorale de Mid and West Wales en 1999,,.
La composition de la région électorale est substantiellement modifiée par le Parliamentary Constituencies and Assembly Electoral Regions (Wales) Order 2006 en raison de la création d’une circonscription (Dwyfor Meirionnydd) et la suppression d’une autre (Meirionnydd Nant Conwy) à partir des élections générales de 2007. Aussi, compte tenu de cette création et de la modification des limites de la circonscription de Montgomeryshire, les frontières entre le Mid and West Wales et le North Wales sont redéfinies,.

## Représentants

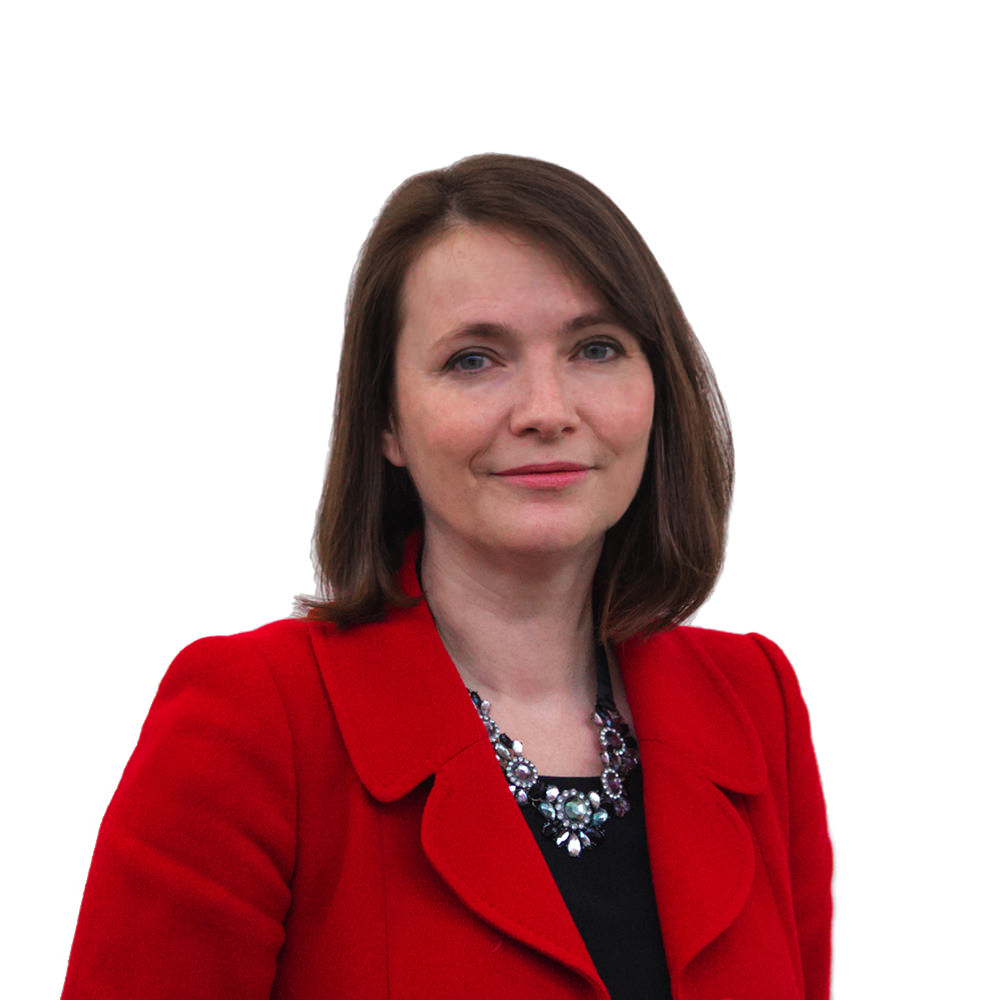
Kirsty Williams (de 1999 à 2021)

| Mandature | Période              | Période              | Membre          | Groupe            | Fonction                                                             |
| --------- | -------------------- | -------------------- | --------------- | ----------------- | -------------------------------------------------------------------- |
| Ire       | 7 mai 1999           | 30 avril 2003        | Kirsty Williams | Démocrate libéral | Présidente du comité de la Santé et des Services sociaux (1999-2003) |
| IIe       | 2 mai 2003           | 2 mai 2007           | Kirsty Williams | Démocrate libéral | Présidente du comité des Normes de conduite (2003-2007)              |
| IIIe      | 4 mai 2007           | 31 mars 2011         | Kirsty Williams | Démocrate libéral | Présidente du comité de la Durabilité (2010-2011)                    |
| IVe       | 6 mai 2011           | 5 avril 2016         | Kirsty Williams | Démocrate libéral |                                                                      |
| Ve        | 6 mai 2016           | 29 avril 2021        | Kirsty Williams | Non-inscrite      | Secrétaire de cabinet puis ministre de l’Éducation (2016-2021)       |
| VIe       | Depuis le 8 mai 2021 | Depuis le 8 mai 2021 | James Evans     | Conservateur      |                                                                      |

- Kirsty Williams 
 (de 1999 à 2021)

## Résultats électoraux

### Évolution électorale
Pour des raisons techniques, il est temporairement impossible d'afficher le graphique qui aurait dû être présenté ici.

### Détails des élections

#### Élection de 1999
| Candidat                   | Candidat                                                             | Étiquette                  | Parti                      | Vote   | Vote   | Vote |  |
| Candidat                   | Candidat                                                             | Étiquette                  | Parti                      | Voix   | %      | ±    |  |
| -------------------------- | -------------------------------------------------------------------- | -------------------------- | -------------------------- | ------ | ------ | ---- |  |
|                            | Kirsty Williams                                                      | LD                         | Welsh Liberal Democrats    | 13 022 | 44,57  | ND   |  |
|                            | Nick Bourne                                                          | CON                        | Welsh Conservatives        | 7 170  | 24,54  | ND   |  |
|                            | Ian Janes                                                            | LAB                        | Welsh Labour               | 5 165  | 17,68  | ND   |  |
|                            | David Petersen                                                       | PC                         | Plaid Cymru                | 2 356  | 8,06   | ND   |  |
|                            | Michael Shaw                                                         | IND                        | Independent                | 1 502  | 5,14   | ND   |  |
|                            |                                                                      |                            |                            |        |        |      |  |
| Majorité                   | Majorité                                                             | Majorité                   | Majorité                   | 5 852  | 20,03  | ND   |  |
| Transfert de Butler        | Transfert de Butler                                                  | Transfert de Butler        | Transfert de Butler        |        |        | ND   |  |
|                            |                                                                      |                            |                            |        |        |      |  |
| Corps électoral            | Corps électoral                                                      | Corps électoral            | Corps électoral            | 51 166 | 100,00 |      |  |
| Abstention, blancs et nuls | Abstention, blancs et nuls                                           | Abstention, blancs et nuls | Abstention, blancs et nuls | 21 951 | 42,90  |      |  |
| Exprimés                   | Exprimés                                                             | Exprimés                   | Exprimés                   | 29 215 | 57,10  | ND   |  |
|                            |                                                                      |                            |                            |        |        |      |  |
|                            | Les Liberal Democrats remportent le siège (nouvelle circonscription) |                            |                            |        |        |      |  |

#### Élection de 2003
| Candidat                   | Candidat                                  | Étiquette                  | Parti                             | Vote   | Vote   | Vote |  |
| Candidat                   | Candidat                                  | Étiquette                  | Parti                             | Voix   | %      | ±    |  |
| -------------------------- | ----------------------------------------- | -------------------------- | --------------------------------- | ------ | ------ | ---- |  |
|                            | Kirsty Williams                           | LD                         | Welsh Liberal Democrats           | 13 325 | 49,64  | 5,07 |  |
|                            | Nick Bourne                               | CON                        | Welsh Conservatives               | 8 017  | 29,87  | 5,33 |  |
|                            | David Rees                                | LAB                        | Welsh Labour                      | 3 130  | 11,66  | 6,02 |  |
|                            | Brynach Parry                             | PC                         | Plaid Cymru                       | 1 329  | 4,95   | 3,11 |  |
|                            | Elizabeth Phillips                        | UKIP                       | United Kingdom Independence Party | 1 042  | 3,88   | ND   |  |
|                            |                                           |                            |                                   |        |        |      |  |
| Majorité                   | Majorité                                  | Majorité                   | Majorité                          | 5 308  | 19,77  | 0,26 |  |
| Transfert de Butler        | Transfert de Butler                       | Transfert de Butler        | Transfert de Butler               |        |        | 0,13 |  |
|                            |                                           |                            |                                   |        |        |      |  |
| Corps électoral            | Corps électoral                           | Corps électoral            | Corps électoral                   | 53 739 | 100,00 |      |  |
| Abstention, blancs et nuls | Abstention, blancs et nuls                | Abstention, blancs et nuls | Abstention, blancs et nuls        | 26 896 | 50,05  |      |  |
| Exprimés                   | Exprimés                                  | Exprimés                   | Exprimés                          | 26 843 | 49,95  | 7,15 |  |
|                            |                                           |                            |                                   |        |        |      |  |
|                            | Les Liberal Democrats conservent le siège |                            |                                   |        |        |      |  |

#### Élection générale de 2007
| Candidat                   | Candidat                                  | Étiquette                  | Parti                      | Vote   | Vote   | Vote |  |
| Candidat                   | Candidat                                  | Étiquette                  | Parti                      | Voix   | %      | ±    |  |
| -------------------------- | ----------------------------------------- | -------------------------- | -------------------------- | ------ | ------ | ---- |  |
|                            | Kirsty Williams                           | LD                         | Welsh Liberal Democrats    | 15 006 | 52,20  | 2,56 |  |
|                            | Suzy Davies                               | CON                        | Welsh Conservatives        | 9 652  | 33,57  | 3,7  |  |
|                            | Neil Stone                                | LAB                        | Welsh Labour               | 2 514  | 8,74   | 2,92 |  |
|                            | Arwel Lloyd                               | PC                         | Plaid Cymru                | 1 576  | 5,48   | 0,53 |  |
|                            |                                           |                            |                            |        |        |      |  |
| Majorité                   | Majorité                                  | Majorité                   | Majorité                   | 5 354  | 18,62  | 1,15 |  |
| Transfert                  | Transfert                                 | Transfert                  | Transfert                  |        |        | 0,57 |  |
|                            |                                           |                            |                            |        |        |      |  |
| Corps électoral            | Corps électoral                           | Corps électoral            | Corps électoral            | 55 482 | 100,00 |      |  |
| Abstention, blancs et nuls | Abstention, blancs et nuls                | Abstention, blancs et nuls | Abstention, blancs et nuls | 26 734 | 48,18  |      |  |
| Exprimés                   | Exprimés                                  | Exprimés                   | Exprimés                   | 22 748 | 51,82  | 1,87 |  |
|                            |                                           |                            |                            |        |        |      |  |
|                            | Les Liberal Democrats conservent le siège |                            |                            |        |        |      |  |

#### Élection générale de 2011
| Candidat            | Candidat                                  | Étiquette           | Parti                   | Vote   | Vote   | Vote |  |
| Candidat            | Candidat                                  | Étiquette           | Parti                   | Voix   | %      | ±    |  |
| ------------------- | ----------------------------------------- | ------------------- | ----------------------- | ------ | ------ | ---- |  |
|                     | Kirsty Williams                           | LD                  | Welsh Liberal Democrats | 12 201 | 43,04  | 9,16 |  |
|                     | Chris Davies                              | CON                 | Welsh Conservatives     | 9 444  | 33,31  | 0,26 |  |
|                     | Chris Lloyd                               | LAB                 | Welsh Labour            | 4 797  | 16,92  | 8,18 |  |
|                     | Gary Price                                | PC                  | Plaid Cymru             | 1 906  | 6,72   | 1,24 |  |
|                     |                                           |                     |                         |        |        |      |  |
| Majorité            | Majorité                                  | Majorité            | Majorité                | 2 757  | 9,73   | 8,89 |  |
| Transfert de Butler | Transfert de Butler                       | Transfert de Butler | Transfert de Butler     |        |        | 4,45 |  |
|                     |                                           |                     |                         |        |        |      |  |
| Corps électoral     | Corps électoral                           | Corps électoral     | Corps électoral         | 53 546 | 100,00 |      |  |
| Abstention          | Abstention                                | Abstention          | Abstention              | 24 919 | 46,54  |      |  |
| Participation       | Participation                             | Participation       | Participation           | 28 627 | 53,46  |      |  |
| Exprimés            | Exprimés                                  | Exprimés            | Exprimés                | 28 348 | 52,94  | 1,12 |  |
| Blancs et nuls      | Blancs et nuls                            | Blancs et nuls      | Blancs et nuls          | 279    | 0,52   |      |  |
|                     |                                           |                     |                         |        |        |      |  |
|                     | Les Liberal Democrats conservent le siège |                     |                         |        |        |      |  |

#### Élection générale de 2016
| Candidat                   | Candidat                                  | Étiquette                  | Parti                             | Vote   | Vote   | Vote  |  |
| Candidat                   | Candidat                                  | Étiquette                  | Parti                             | Voix   | %      | ±     |  |
| -------------------------- | ----------------------------------------- | -------------------------- | --------------------------------- | ------ | ------ | ----- |  |
|                            | Kirsty Williams                           | LD                         | Welsh Liberal Democrats           | 15 898 | 52,35  | 9,31  |  |
|                            | Gary Price                                | CON                        | Welsh Conservatives               | 7 728  | 25,45  | 7,86  |  |
|                            | Alex Thomas                               | LAB                        | Welsh Labour                      | 2 703  | 8,90   | 8,02  |  |
|                            | Thomas Turton                             | UKIP                       | United Kingdom Independence Party | 2 161  | 7,12   | ND    |  |
|                            | Freddy Greaves                            | PC                         | Plaid Cymru                       | 1 180  | 3,89   | 2,83  |  |
|                            | Grenville Ham                             | WGP                        | Wales Green Party                 | 697    | 2,30   | ND    |  |
|                            |                                           |                            |                                   |        |        |       |  |
| Majorité                   | Majorité                                  | Majorité                   | Majorité                          | 8 170  | 26,90  | 17,17 |  |
| Transfert de Butler        | Transfert de Butler                       | Transfert de Butler        | Transfert de Butler               |        |        | 8,59  |  |
|                            |                                           |                            |                                   |        |        |       |  |
| Corps électoral            | Corps électoral                           | Corps électoral            | Corps électoral                   | 53 793 | 100,00 |       |  |
| Abstention, blancs et nuls | Abstention, blancs et nuls                | Abstention, blancs et nuls | Abstention, blancs et nuls        | 41 001 | 65,40  |       |  |
| Exprimés                   | Exprimés                                  | Exprimés                   | Exprimés                          | 30 367 | 56,45  | 3,51  |  |
|                            |                                           |                            |                                   |        |        |       |  |
|                            | Les Liberal Democrats conservent le siège |                            |                                   |        |        |       |  |